# Indiile de Est Neerlandeze
Indiile de Est Neerlandeze (în neerlandeză Nederlands-Oost-Indië; în indoneziană Hindia Belanda), cunoscute și sub numele de Indiile de Est Olandeze, a fost o colonie neerlandeză, care a devenit Indonezia modernă după cel de-Al Doilea Război Mondial.